# Klumpit (Sawahan)
Klumpit is een bestuurslaag in het regentschap Madiun van de provincie Oost-Java, Indonesië. Klumpit telt 967 inwoners (volkstelling 2010).